# RewalStacja
RewalStacja – rewalska regionalna stacja radiowa; projekt okolicznościowy działający w oparciu o tymczasowe pozwolenia radiowe; działająca w miesiące wakacyjne od 2000 roku. Nadaje w okresie letnim na częstotliwości 99,2 FM w Rewalu i w okolicznych miejscowościach z nadajnika w Ośrodku Wczasowym Mieszko w Rewalu. Przez pierwsze lata emisja prowadzona była na częstotliwości 107,0 MHz.  Program RewalStacji przygotowywany jest przez młodzież uczestniczącą w obozie "Potęga Prasy"  organizowanym przez Angorkę – dodatek do Tygodnika Angora – i biuro podróży GrandTour. Stałe programy: serwis informacyjny, prognoza pogody (w językach polskim i niemieckim), serwis sportowy, przegląd prasy, audycje autorskie, felieton, Morska Lista Przebojów.